# Дезерто - Ђардинело (Рагуза)
Дезерто - Ђардинело је насеље у Италији у округу Рагуза, региону Сицилија.
Према процени из 2011. у насељу је живело 11 становника. Насеље се налази на надморској висини од 184 м.